# スチェパン・アンドリヤーシェヴィッチ
スティエパン・アンドリヤシェヴィッチ（クロアチア語: Stjepan Andrijašević、1967年2月7日 - ）は、ユーゴスラビアからクロアチアにかけての元サッカー選手。元クロアチア代表。選手時代のポジションはMF。

## クラブ歴
1983年にHNKハイドゥク・スプリトで選手となった。1989年には自動車事故によって2年ほど戦列を離脱した。
1993年にASモナコ、同年から翌年にかけてセルタ・デ・ビーゴ、1995年以降はラーヨ・バジェカーノでプレー、1998年に引退した。

## 代表歴
1992年から1994年にかけてクロアチア代表として5試合に出場した。

## 家族
息子のピェロ・アンドリヤシェヴィッチ、フランコ・アンドリヤシェヴィッチもサッカー選手。